# Chelsea Embankment
El Chelsea Embankment es un terraplén que forma parte, junto con el de Victoria Embankment, del Thames Embankment en la orilla norte del Támesis en su paso por Londres. 
Chelsea Embankment, que incluye Cheyne Walk, conecta el municipio de Kensington y Chelsea, al oeste, pasando por Grosvenor Road and Millbank a la City of Westminster al este, y tiene como puentes al Chelsea Bridge y Albert Bridge.

## Historia
Fue construido por Joseph Bazalgette.